# Rellotge vertical

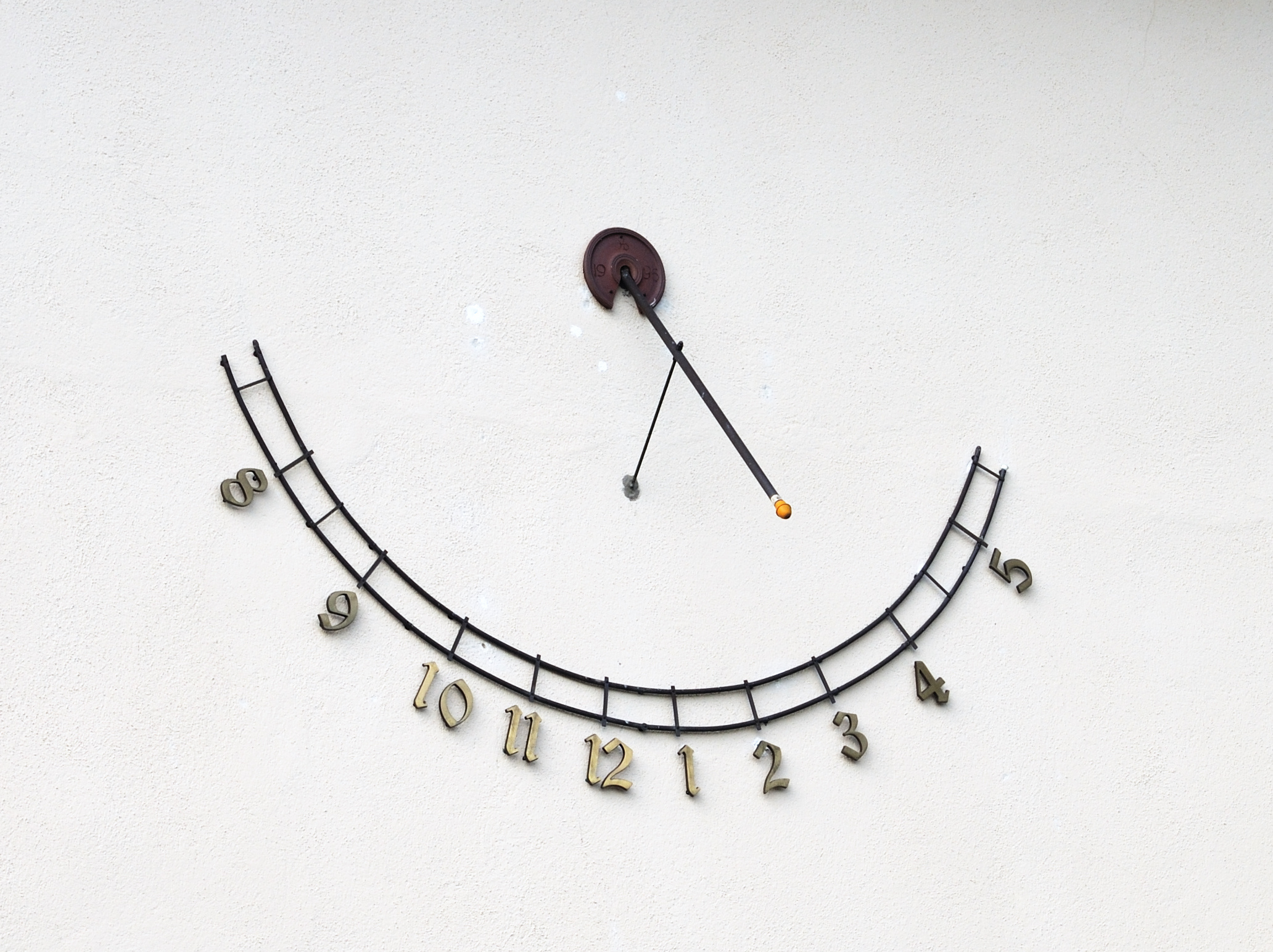
Rellotge stilo-axial vertical orientat.

El  rellotge vertical  és un conjunt de rellotges solars amb el pla del rellotge perpendicular al horitzó del lloc. Els rellotges solars stilo-axials verticals es troben habitualment en els llenços dels murs dels edificis. Aquest rellotge pot tenir una gamma d'orientacions respecte al migdia que permeten una categorització dins de la denominació  rellotge vertical . En l'actualitat són els més habituals de trobar a les parets d'Esglésies, Cases privades, Monuments, Museus, etc. Freqüentment decorats amb divises relatives al pas del temps, Amb la denominació vertical hi ha altres dissenys com poden ser els rellotges d'alçades, els quadrants, els rellotges de missa.

## Història
Els rellotges verticals apareixen en el període greco-romà, hi ha casos de freqüència relativament escassa pel fet que resultava seu traç molt més complicat que el d'altres rellotges i el nombre d'hores que il·luminat cada dia és sempre menor que qualsevol altre rellotge. És això de rendiment per la qual es preferia abans construir qualsevol altre, que un rellotge vertical. Aquests rellotges solars indicaven, en tots els casos hores temporànies, i posseïen un petit ortoestilo clavat en ell. Un exemple d'ells es pot trobar a la torre dels Vents deguda a Andrònic de Cirro. L'ús de rellotges verticals en l'astronomia àrab del segle X fins XII és igualment escàs (denominats  munharifa  o  verticals ), dedicant poc estudi en les seves taules astronòmiques a les denominades  umbras diverses . No obstant els toscs rellotges de missa que es construïen a l'Europa medieval, resultaven en la seva gran majoria de casos: verticals. Aquests rellotges apareixen traçats sobre la roca dels murs d'esglésies i temples.
No és fins l'adveniment dels rellotges stilo-axials al segle xv i XVI fins quan comencen a veure habitualment dissenys de rellotges solars verticals, rellotges d'altura (com ara els rellotges de pastor), meridianes solars i, ja al segle xviii, l'aparició de meridianes combinades amb analemas en murs verticals d'edificis públics amb l'objectiu d'oferir referències temporals als primitius rellotges mecànics que començaven a funcionar habitualment en els palaus, esglésies i cases consistorials. Al segle xvi es comezaron a dissenyar rellotges a les cares dels poliedre s, i en alguns casos dissenyat aquest tipus de rellotges a les cares verticals d'aquests.

## Verticals Silo-Axials
Aquest tipus de rellotges es caracteritza per tenir el stilo paral·lel a eix de rotació terrestre. Pot estar apuntant directament al migdia i en aquest cas se sol anomenar  vertical orientat , quan té una orientació diferent se sol dir que és  declinant . Aquest azimut del mur en el qual s'ubica el rellotge s'anomena declinació mural. La declinació mural d  m  és un paràmetre fonamental en la descripció de l'orientació dels rellotges verticals stilo-axials. El seu valor indica el tipus, per exemple els rellotges orientats tenen un valor de d  m  = 0  o , els boreals que miren al nord d  m  = 180  o , els que miren al oest (o occidentals) que tenen un valor d  m  = 90  o  i els orientals d  m  = 270  o . Mesurar la declinació mural és una de les habilitats requerides en un gnomonicista que ha de dissenyar aquest tipus de rellotges. La seva correcta determinació és important per la sensibilitat que té en el seu disseny conseqüent, un error provoca un disseny anòmal del rellotge.
Les línies horàries parteixen radialment del punt d'enclavament de l'stilo, independentment de l'orientació que tinguin. En aquests rellotges la línia horària de les XII és sempre vertical. Aquesta propietat és emprada en les operacions de col·locació d'aquest tipus de rellotges, fent comprovar que el fil d'una plomada recorre sempre aquesta línia horària. Els rellotges verticals orientats (bé sigui al migdia o al septentrió) tenen les línies horàries disposades de manera simètrica respecte a la vertical del migdia (hora de les XII). Els declinants perden aquesta simetria i 'concentren' hores a esquerra o dreta de les XII depenent si declinen a orient o occident. Tots ells es construeixen amb la determinació de dos paràmetres bàsics:
- La latitud  del lloc que sol recopilar per diversos mètodes, és habitual la lectura en mapes calibrats, en l'actualitat n'hi ha prou amb l'ús de les lectures d'un dispositiu GPS. Primitivament es esbrinava l'alçada d'una estrella de declinació coneguda al seu pas pel meridià. La determinació de la latitud admet algun cert error d'un parell de graus.
- La declinació mural  o orientació del mur respecte a la meridiana. Aquest valor és crític en el disseny, i el seu error en la determinació es propaga al llarg dels càlculs fent que el disseny no estigui d'acord amb el rellotge. Existeixen en la majoria dels tractats de gnomònica nombrosos mètodes d'investigació de la declinació mural.[7]

La determinació exacta d'aquests dos valors capacita per al disseny de les línies horàries de rellotges verticals stilo-axials, independentment del mètode de disseny que s'hagi triat. Es pot optar per tradicionals mètodes geomètrics (de regle i compàs) o analítics emprant les fórmules que proporciona la gnomònica. En algunes ocasions, fent servir la geometria s'ha dissenyat aquest tipus de rellotges a cub sobre poliedres. Més per estètica que per utilitat de mesurar el temps.

### Verticals orientats
Els rellotges verticals orientats es caracteritzen per tenir les línies horàries simètriques respecte a la vertical de les XII. El pla del rellotge en aquests casos està contingut en el  primer vertical . L'angle que fa l'estil amb el pla del rellotge és de {\displaystyle 90^{o}-\varphi }. Sent a més col·locat sobre la línia de les XII. L'ombra d'aquests rellotges va en  contra del sentit horari  a les latituds boreals, mentre que a les australs gira en sentit contrari. Els rellotges verticals orientats a migdia són complementaris als rellotges horitzontals dissenyats a aquesta mateixa latitud, per això les ombres giren en ambdós rellotges de manera oposada: en una latitud boreal els rellotges verticals orientats tenen un gir d'ombres anti-horari, mentre que els horitzontals tenen un gir en sentit horari. És per aquesta raó per la qual les fórmules analítiques per al traçat dels angles horaris són molt similars, canviant només les funcions trigonomètriques per la seva complementari quan tenen la latitud.
- Traçat de les línies horàries mitjançant la línia equinocial
- Rellotge vertical amb les línies horàries simètriques respecte a les línia XII

Un rellotge vertical stilo-axial orientat al sud, i ubicat en qualsevol posició del equador terrestre (és a dir a latitud nul·la), es converteix en un rellotge polar pel fet que el pla del rellotge conté al pol nord i sud. Un rellotge vertical al pol nord igualment és polar. Un rellotge vertical orientat al sud, dissenyat a una latitud donada {\displaystyle \varphi } podrà funcionar com rellotge horitzontal en una latitud geogràfica de valor complementari, és a dir: {\displaystyle 90^{o}-\varphi }.

#### Càlcul de les hores
Se solen calcular ell angle de les línies horàries respecte a les 12  h  mitjançant {\displaystyle \phi }. Per això s'empra l'angle horari que val zero a les 12  h , 15º a la 1  h  vespertina, 30º a les dues, 45° a dos així successivament. En aquests rellotges és característic que les 6  h  (matutines i vespertines) són simètriques i perpendiculars a la línia de les dotze. 

{\displaystyle \tan \psi =\cos \varphi \tan \phi }
Aquesta fórmula és similar a l'obtinguda en els rellotges horitzontals (amb l'excepció de la complementarietat del {\displaystyle \cos \varphi }).

### Orientals i Occidentals
Aquests rellotges solars tenen propietats similars als polars, certament en alguns tractats de gnomónica són tractats analíticament com una variant específica dels rellotges polars. Es diferencien d'ells en què el pla del rellotge no està inclinat un angle igual a la col·latitud del lloc ({\displaystyle 90^{o}-\varphi }), sinó que són verticals. Malgrat tot, per la seva orientació azimutal, el pla del rellotge conté els pols celestes i això fa que el stilo romangui paral·lel al pla del rellotge. Les línies horàries del rellotge són paral·leles a l'estil. És evident que aquests rellotges no tenen en el traç horari la línia de les XII, per passar el sol pel pla del rellotge en aquest instant. Dins d'aquesta categoria de rellotges verticals stilo-axials hi ha els que s'orienten a orient ia occident.
- Traçat de les línies horàries orientals
- Rellotge Occidental

### Rellotges boreals
Els rellotges boreals (en  latituds boreals ) són rellotges verticals stilo-axials que tenen la cara del rellotge il·luminada mirant al nord. Es denominen també, per això,  rellotges septentrionals . Són rellotges que per les seves característiques d'orientació només reben algunes hores de llum durant els mesos de primavera i estiu, quedant en ombra durant els dies dels mesos d'hivern i tardor. Cap d'ells té traçada l'hora de les XII. El stilo d'aquest tipus de rellotges roman dret apuntant al pol nord.
Depenent de la latitud poden tenir indicades entre quatre a sis hores com a molt. El sentit de moviment de l'ombra és contrari a la seva rellotge vertical orientat al sud.

### Rellotges declinants
Quan un rellotge stilo-axial vertical no està orientat a qualsevol dels quatre punts cardinals, es diu que és declinant. Es caracteritza per posseir la xarxa de línies horàries sense simetria respecte a la línia de les XII. Si el rellotge mira a orient, posseirà indicades més hores matutines que vespertines. Mentre que si, per contra, el rellotge declina a occident el nombre d'hores vespertines del rellotge seran de major quantia que les matutines. El pol de l'stilo (punt d'enclavament de l'stilo) s'allunya del quadrant com més declina el rellotge i el nombre d'hores es redueix. L'ombra d'aquests rellotges va en  contra del sentit horari  a les latituds boreals, mentre que a les australs gira en sentit contrari, és a dir, en sentit horari.
- declinant a l'oest (30º segons s'indica:)
- Decclinante l'est

En el disseny d'aquests rellotges apareix un concepte nou, es tracta de la línia subestilar. El stilo dels rellotges verticals orientats s'ubica just sobre la vertical (línia de les XII), en el cas dels declinants aquesta projecció ortogonal del stilo s'anomena  línia subestilar  i no coincideix amb la perpendicular, col·locant a dreta o esquerra de les XII depenent de la declinació del rellotge.

## Col·locació
La col·locació d'aquest tipus de rellotges ha de satifacer l'orientació del pla del rellotge mitjançant dos angles ortogonals. El primer dels angles és la vertical itat que se sol verificar mitjançant l'ús d'una simple plomada, o mitjançant l'ús combinat d'una esquadra i archipéndula. El segon correspon a l'orientació azimutal de mur: declinació mural (d  m ) que se sol mesurar amb un instrument específic. Els autors de la gnomònica del segle xvi van descriure l'ús del  declinatorium  que consisteix en una barreja de transportador d'angles, una brúixola i una Pinula. La combinació d'aquests elements en un instrument denominat  declinatorium  permetia la determinació de l'orientació del mur. No obstant els mètodes per determinar l'orientació del mur (o declinació del mur) són molt variats i passen des de la mesura d'ombres, l'ús d'instruments creats a aquest efecte, rasant d'estrelles pels límits del mur a hores conegudes.
- L'ús de plomades garanteix la verticalitat del pla del rellotge
- L'ús de instruments per mesurar l'orientació ( declinatorium )

## Usos
Els rellotges verticals solen emprar principalment per proporcionar la hora solar local, però tenen altres usos. En combinació amb una taula de fases lunars es converteix en un rellotge lunar. Els rellotges verticals per la seva disposició a vegades solen acompanyar d'una escala d'altures (projecció gnomònica de les almicantarades). En el cas dels rellotges solars d'altura hi ha nombrosos exemples de rellotges verticals portàtils, com és el dels rellotges de pastor, els rellotges tipus quadrant, com pot ser la Navicella italiana o l'universal de Regiomontano.